# 8,8-cm-Schnelladekanone L/45
Die 8,8-cm-Schnelladekanone L/45, kurz 8,8-cm-SK L/45, war eine Schiffs- und Flugabwehrkanone des Deutschen Kaiserreiches und wurde ab dem Ersten Weltkrieg eingesetzt.

## Entwicklung
Um der steigenden Gefahr durch Flugzeugangriffe entgegenzutreten, begann die Friedrich Krupp AG mit der Entwicklung großkalibriger Geschütze für Schiffe. Um die Besatzung vor Splittern und Beschuss zu schützen wurde, neben der hochwinkeligen Lafette, ein hoher Schutzschild entwickelt. Nach einigen erfolgreichen Tests, wurde das Geschütz von der Kaiserlichen Marine abgenommen und offiziell als 8,8-cm-Schnelladekanone L/45 eingeführt.

## Technische Beschreibung
Das Geschützrohr verfügte über einen halbselbsttätigen Fallblockverschluss. Mittels einer Abzugsleine konnte das Geschütz sowohl von der rechten, als auf von der linken Seite aus durch einen Pistolenabzug abgefeuert werden. Der Rückstoß nach der Schussabgabe wurde durch eine Rücklaufbremse verringert. Um das Geschützrohr wieder in die Ausgangsposition zurück zu schieben, wurden oberhalb zu beiden Seiten des Geschützrohres zwei Zylinder mit je einem Federvorholer verbaut.
Das Geschütz stand auf einer Sockellafette, welche bei der Verwendung als ortsfeste Flak auf einem speziellen Untersatz geschraubt wurde. Auf dem oberen Rand verfügte der Lafettensockel über einen Laufring mit einer Kugelbahn auf der ein Schneckenzahnkranz befestigt wurde. Dieser wurde durch die Seitenrichtmaschine bedient und ermöglichte das drehen um 360 Winkelgrad. Eine Zahnbogenhöhenrichtmaschine ermöglichte ein Höhenrichten zwischen −10 Winkelgrad und +70 Winkelgrad. Ohne die Sockellafette wog das Geschütz 2,50 t und hatte eine Gesamtlänge von 4 m. Zusätzlich verfügte das Geschütz über einen mannshohen und abgerundeten Geschützschild, welcher zwei Ausschnitte für die Zielfernrohre und eine Rohrscharte besaß.
Auf jeder Seite des 8,8-cm-Schnelladekanone L/45 wurde ein Zielfernrohr verbaut. Diese waren miteinander verbunden, wobei das auf der linken Seite als Hilfsvisier diente. Damit konnten Erd- und Luftziele unter Feuer genommen werden. Bei den Flugzielen war es möglich, diese auf einer Flughöhe von bis zu 5 km zu bekämpfen.
Die verwendete Munition mit Treibladung wog 15 kg, hatte eine Projektillänge von 35,5 cm und nutzte keine Leuchtspur. Verschossen wurden panzerbrechende Granaten, hochexplosive Granaten, Spreng-Brandgranaten und Leuchtgranaten.

## Versionen
Von der 8,8-cm-Schnelladekanone L/45 gab es drei verschiedene Versionen, welche je nach Einsatzart auf speziellen Lafetten standen. Dazu zählten die:
- 8,8-cm-Schnelladekanone L/45 auf Lafette MPL C/06 und MPL C/13[3][4]
- 8,8-cm-Flugabwehrkanone L/45 auf Lafette MPL C/13[3][4]
- 8,8-cm-Torpedobootkanone L/45 TbtsL C/13[3]

## Einsatz
Zum Einsatz kam die 8,8-cm-Schnelladekanone L/45 im Ersten Weltkrieg als Torpedoboot-Abwehrkanone auf fast allen Dreadnought der Kaiserlichen Marine, sowie als Hauptgeschütz auf Torpedobooten und Zerstörern. Auf einigen Einheitslinienschiff ersetzte die SK L/45 die ältere 8,8-cm-Schnelladekanone L/35. Das erste Schiff, welches diese Kanone erhielt, war der Schlachtkreuzer Derfflinger. Die 8,8-cm-Schnelladekanone L/45 wurde nicht nur auf Schiffen verbaut. Es kam ebenfalls an befestigten und ortsfesten Stellungen zum Einsatz, wo eine Flugabwehr erforderlich war.
Nach dem Ersten Weltkrieg erlegte der Friedensvertrag von Versailles der neue Reichsmarine zahlreiche Beschränkungen auf, weshalb vor 1931 keine weiteren Flugabwehrkanonen entwickelt wurden. Infolgedessen wurden der Leichte Kreuzer Emden, die drei Kreuzer der Königsberg-Klasse und das Panzerschiff Deutschland mit der völlig veralteten 8,8-cm-Schnelladekanone L/45 ausgerüstet. Als das Deutsche Reich mit der Entwicklung neuer Flugabwehrkanonen begann, wurde diese alten Geschütze nach und nach durch die 8,8-cm-Schnelladekanone C/31, die 8,8-cm-Schnelladekanone C/32 oder die 10,5-cm-Flak 38 ausgetauscht. Bis 1939 waren die meisten Schiffe mit den neuen Flakgeschützen ausgerüstet.